# Chiesa degli Scalzi (Verona)
La chiesa di Santa Teresa degli Scalzi, conosciuta meglio con il nome di chiesa degli Scalzi, è un luogo di culto cattolico che sorge nell'omonima via in prossimità di stradone Porta Palio, a Verona. Si tratta di uno dei pochi monumenti barocchi della città scaligera anche se la facciata, i prospetti e il soffitto piano rivelano come pure questa continui ad essere fortemente legata al classicismo.

## Storia
L'Ordine riformato dei Carmelitani Scalzi giunse a Verona nel 1663 e fu ospitato, in un primo momento, presso il convento domenicano di Santa Anastasia. Appena possibile l'Ordine acquistò alcuni caseggiati presso la Valverde, cui si sommarono tre campi di terreno adiacenti donati dalla città, per cui nel 1664 poterono trasferirsi nella nuova sede provvisoria. Già a partire dal 1666 partirono i lavori di edificazione della chiesa e del convento, il cui progetto venne affidato al frate Giuseppe Pozzi. La fabbrica durò a lungo e i lavori terminarono, ad eccezione della facciata che venne completata più tardi, nel 1750. La nuova chiesa venne inizialmente dedicata alla Vergine Annunziata e a San Gabriele Arcangelo e solo in un secondo momento alla Santa patrona dei Carmelitani Scalzi, Teresa d'Avila.
Il convento ebbe tuttavia vita piuttosto breve, essendo stato soppresso l'8 luglio 1806 su decreto napoleonico, mentre la chiesa rimase aperta al culto e trasformata in sussidiaria della chiesa parrocchiale di San Luca. Nel 1848 sia la chiesa che il convento furono confiscati dal governo locale per essere adibiti a caserma e magazzini militari, destinazione che mantenne fino al 1857. Nonostante ciò alcuni frati continuarono ad occupare alcune stanze, anche dopo la soppressione italiana del 1866.
Nel 1883 il demanio destinò la maggior parte del convento a carcere, divenuto noto in particolare nella prima metà del Novecento in quanto trasformato in carcere politico; e infatti proprio nel carcere degli Scalzi furono incarcerati nel 1943, dopo il processo di Castelvecchio, alcuni ex gerarchi fascisti, tra cui Galeazzo Ciano ed Emilio De Bono. Il bombardamento aereo dell'ottobre 1944 distrusse la sagrestia, il coro e alcuni ambienti attigui, oltre a danneggiare la chiesa, pertanto i circa trecento detenuti furono mandati in Germania. Al termine della seconda guerra mondiale il carcere venne abbandonato e solo a partire dal 1969 si provvide a risistemare la parte lasciata ai frati.

## Descrizione

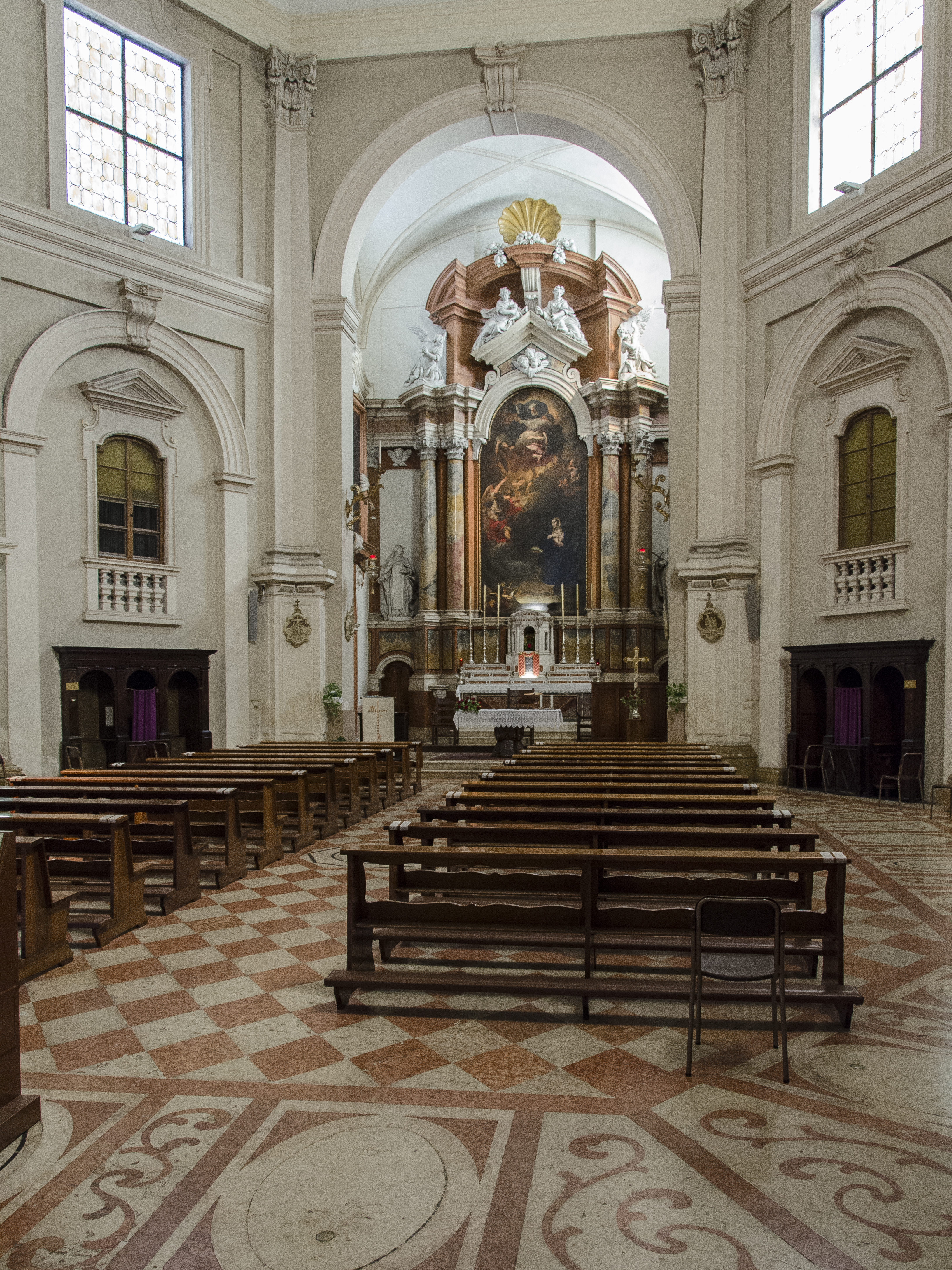
Interno della chiesa

La facciata della chiesa è particolarmente austera e priva di forte caratterizzazione architettonica, se non per la presenza di tre statue opera dello scultore Francesco Zoppi raffiguranti Santa Teresa durante tre diversi momenti liturgici. Già dall'esterno si può però intuire la presenza di un impianto planimetrico peculiare: la chiesa ha infatti una pianta a forma di ottagono allungato, inserito all'interno di un rettangolo in modo da poter ricavare ambienti di servizio.
All'interno sono presenti tre altari, di cui quello maggiore è il più classicheggiante: esso presenta alcune statue di Angelo Calegari, in alto angeli e Virtù mentre in basso Santa Teresa e San Giovanni della Croce, inoltre qui si situa la pala dell'Annunciazione di Antonio Balestra, una grande tela con pregevoli effetti di luce, che il maggiore pittore veronese del Settecento, Giambettino Cignaroli, descrive in questo modo: «L'idea della Santissima Vergine è divina, i polsi larghi, il naso profilato, le casse degli occhi grandiose, la bocca graziosamente piccola, il mento proporzionato, le guance ben intese». Vi sono poi due altari laterali opera dello scultore Giacomo Puttini, uno dedicato a Santa Teresa e l'altro a San Giovanni della Croce, entrambi opulentemente barocchi e caratterizzati da colonne tortili e marmi policromi. L'altare di sinistra era contraddistinto, in passato, da una pala raffigurante San Giovanni della Croce prostrato davanti al Salvatore con poveri in atto di ricevere l'elemosina e in alto le figure della Fede, Speranza e Carità con Angeli, opera andata perduta del pittore veronese Sante Prunati.
Al centro del soffitto piano si trova un affresco di Marco Marcola raffigurante la Santissima Trinità, la Madonna, san Giuseppe e santa Teresa in gloria mentre nella sagrestia si trova una tela raffigurante la Sacra Famiglia e San Giacomo dei primi anni del Settecento.

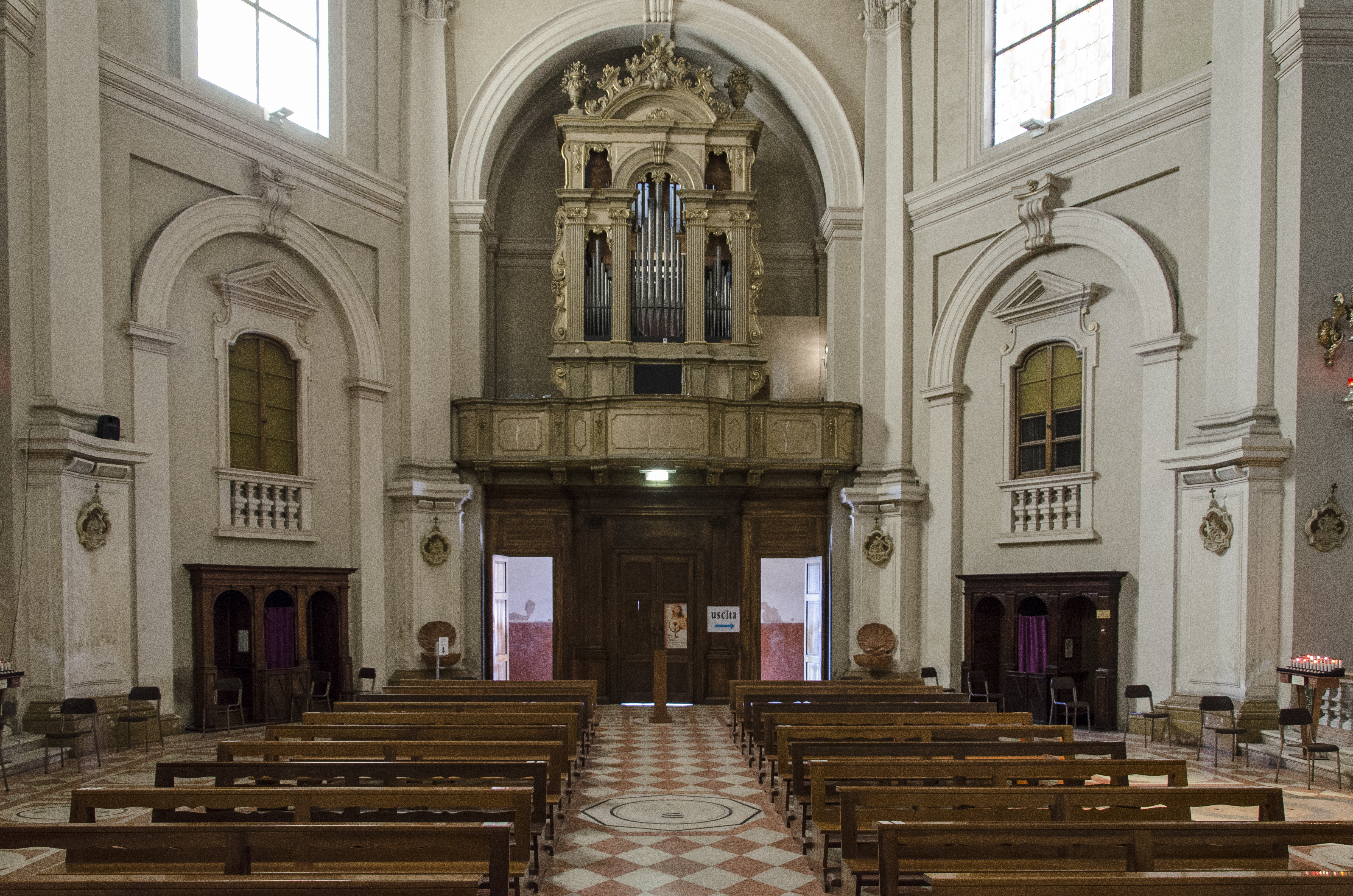
La cantoria contenente l'organo, posta lungo la controfacciata
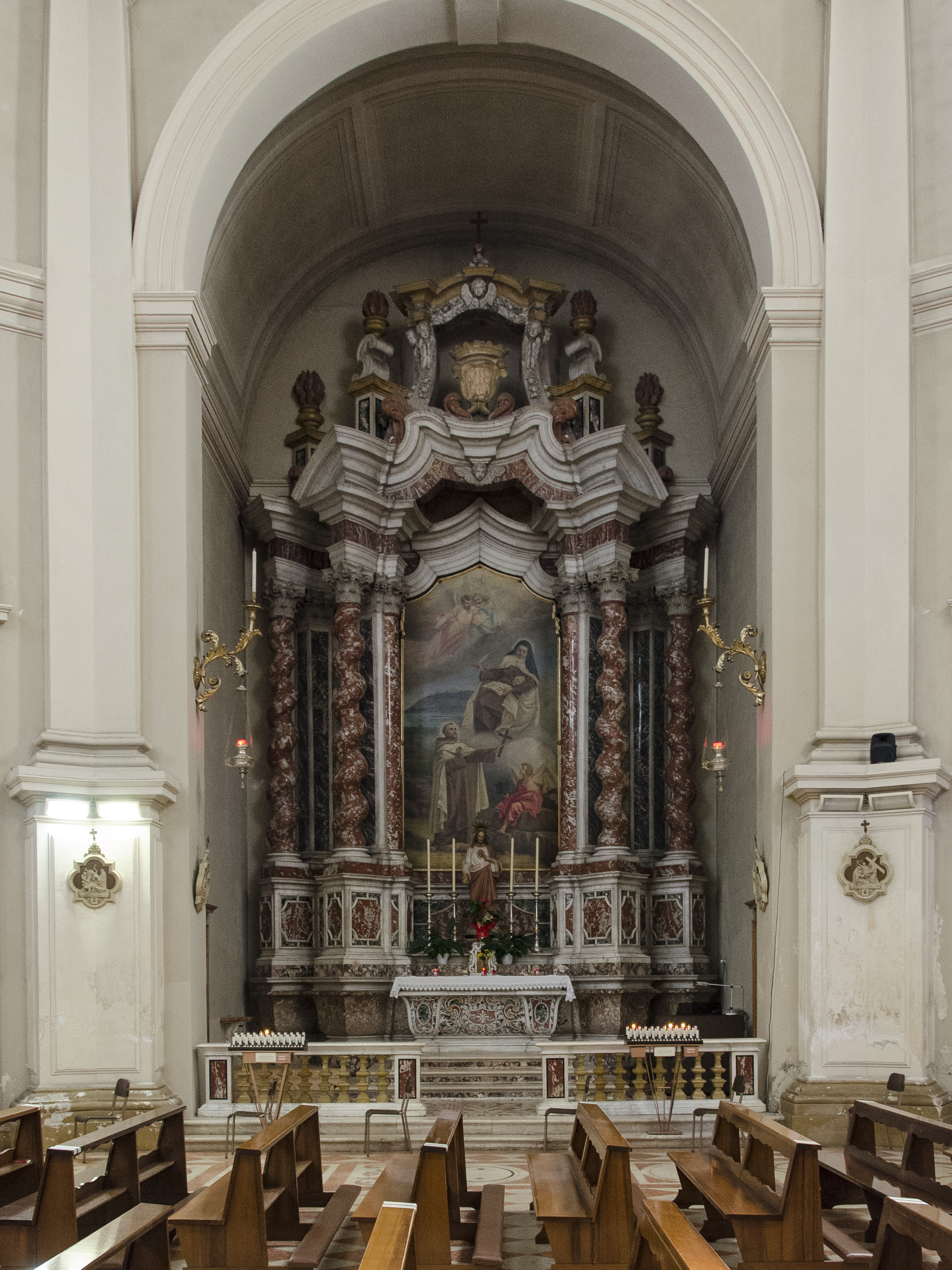
Cappella destra
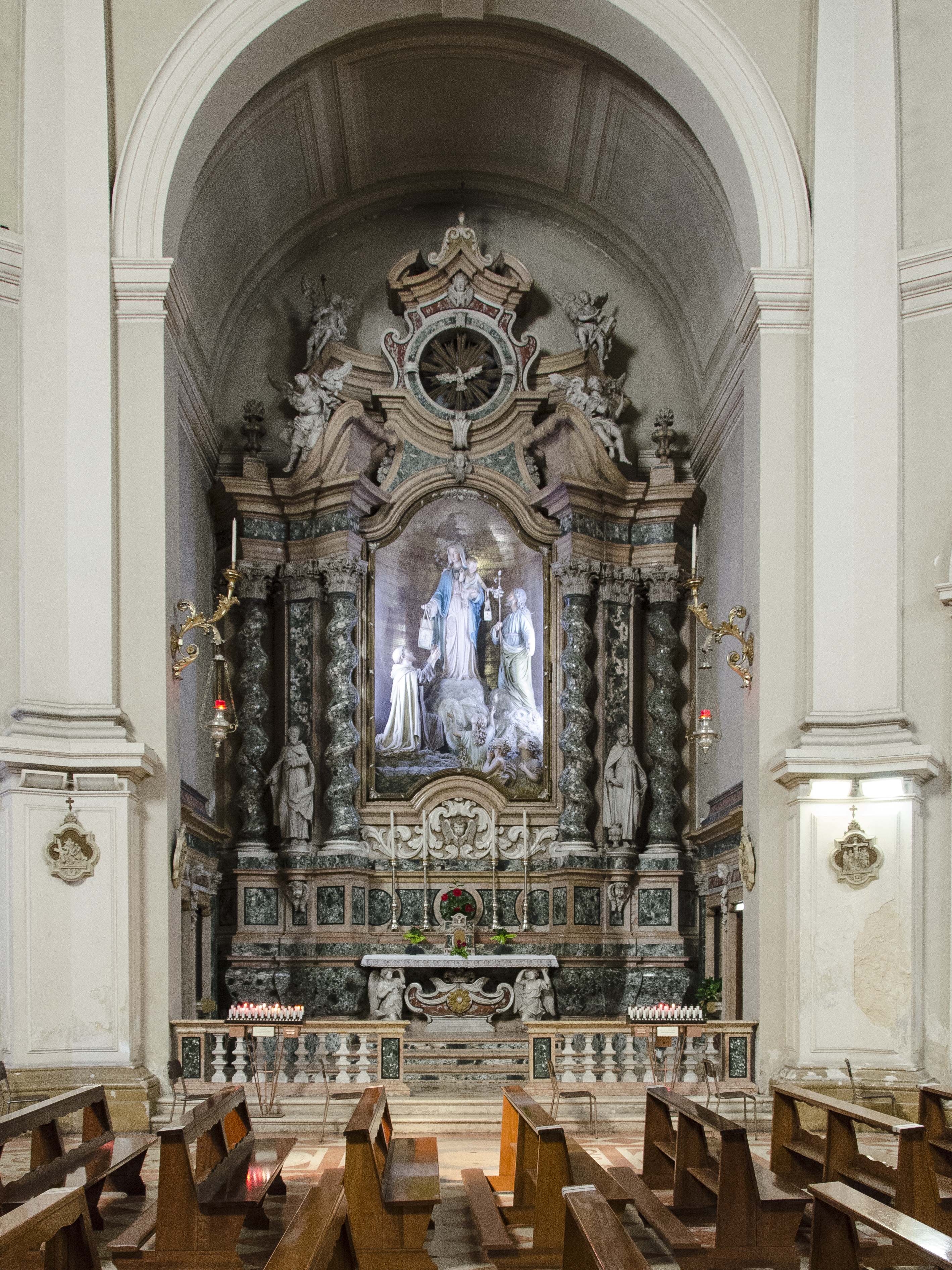
Cappella sinistra